# Walter Birkhold
Walter „Bize“ Birkhold (* 16. September 1935 in Heidenheim an der Brenz; † 21. Januar 2013 in Ballendorf) war ein deutscher Fußballspieler, der für den VfL Heidenheim spielte und zwischen 1963 und 1966 18 Länderspiele in der deutschen Fußballnationalmannschaft der Amateure bestritt.

## Laufbahn

### VfL Heidenheim (ab 1972/73 Heidenheimer Sportbund), 1947 bis 1971
In Heidenheim an der Brenz, auf der östlichen Schwäbischen Alb gelegen, begann und endete die Laufbahn des Fußballspielers Walter Birkhold. Von Beginn bis Ende seiner aktiven Spielerkarriere trug Walter Birkhold das Trikot seines Heimatvereines VfL Heidenheim. Nach dem Spielen auf der Straße meldete er sich mit Einwilligung seines Vaters in der Jugendabteilung des heimischen VfL an und durchlief mit Erfolg die Talenteschule von Max Weggenmann. Bereits mit 17 Jahren spielte das vielseitig einsetzbare Talent, das sich durch herausragende läuferische Eigenschaften auszeichnete, in der ersten Mannschaft des VfL Heidenheim. Als 19-Jähriger stand er 1954/55 in der Aufstiegsmannschaft der Heidenheimer, welcher der Einzug in die 1. Amateurliga Württemberg gelang. Ab der Runde 1955/56 bis 1970/71 spielte „der Mann mit den zwei Lungen“ ununterbrochen mit seinem VfL in der höchsten Amateurklasse von Württemberg. Über 1000 Spiele absolvierte „Bize“ für Heidenheim in diesen Jahren. 1965 gewann er mit seiner Mannschaft den Württembergischen Pokal und bestritt deshalb am 26. September 1965 im süddeutschen Pokal die Begegnung gegen den Regionalligavertreter SSV Reutlingen 05. Im Juni war Reutlingen in der Aufstiegsrunde zur Fußball-Bundesliga knapp an Borussia Mönchengladbach gescheitert, so dass die 2:4-Heimniederlage auf dem VfL-Platz an der Wilhelmstraße gegen den klaren Favoriten zu verschmerzen war.
In der württembergischen Verbandsauswahl brachte es Birkhold auf 29 Einsätze und zog mit der WFV-Mannschaft im Länderpokalwettbewerb des Jahres 1963 bis in das Halbfinale ein, wo man mit 0:2 Toren an dem späteren Pokalsieger Bayern scheiterte. Nicht zuletzt die Leistungen in diesem Wettbewerb brachten „Bize“ Birkhold mit knapp 28 Jahren im Jahre 1963 die Berufung in die Amateurnationalmannschaft des DFB ein. In seiner Heimatstadt Heidenheim wurde er zum „Sportler des Jahres 1963“ gewählt.

### Amateurnationalmannschaft, 1963 bis 1966
Helmut Schön, DFB-Trainer und Assistent von Bundestrainer Sepp Herberger, baute im Jahr 1963 eine neue Fußballnationalmannschaft der Amateure auf. Ziel war die Qualifikation für die Olympischen Sommerspiele 1964 in Tokio.
Das erste Länderspiel trugen die Amateure am 13. April 1963 in Alassio gegen Italien aus. Der Mann aus Heidenheim gehörte dem Kader von Helmut Schön an und wurde in der zweiten Halbzeit als rechter Läufer für Wilhelm Zott von Wacker München eingewechselt. Das Spiel wurde mit 1:2 Toren verloren. Im Mai nahm die Mannschaft an einem Jubiläumsturnier in England teil. Dabei absolvierte Walter Birkhold innerhalb von acht Tagen alle vier Spiele und gehörte fortan der Stammbesetzung der Amateurnationalmannschaft unter Trainer Schön an. Die DFB-Elf zog in England in das Endspiel gegen Schottland ein, verlor das Finale aber nach einer 2:1-Halbzeitführung mit 2:5 Toren. Im Juni gewann die Mannschaft mit 4:0 Toren ein Freundschaftsspiel in Siegen gegen Japan. Erst nach der Sommerpause standen die zwei deutsch-deutschen Ausscheidungsspiele gegen die Olympiamannschaft der DDR im September in Karl-Marx-Stadt (Chemnitz) und Hannover an. Nach einer fast dreimonatigen Spielpause hatten die Männer um Walter Birkhold am 15. September im Hinspiel gegen die DFV-Nationalspieler bei der klaren 0:3-Niederlage keine Chance. Trotz des 2:1-Sieges acht Tage später in Hannover wurde somit der Einzug in die Olympiaqualifikationsrunde verpasst.
Im Oktober nahmen die DFB-Amateure am vorolympischen Fußballturnier in Tokio teil. Innerhalb fünf Tagen fand das Turnier mit drei Spielen statt und die deutschen Amateure konnten sich als Gewinner feiern lassen. „Bize“ nahm dabei seine gewohnte Rolle im Mittelfeld als laufstarker rechter Läufer ein. In seiner Erinnerung hat sich dabei die persönliche Begrüßung der Spieler durch Kaiser Hirohito fest eingeprägt. Im Mai 1964 nahm die Amateurnationalmannschaft an einem Turnier in Italien teil. Nach dem 1:1-Finalspiel am 2. Juni in Genua gegen Spanien wurde Deutschland zum Sieger erklärt. Walter Birkhold bestritt alle 13 ausgetragenen Amateurländerspiele der Jahre 1963 und 1964. Die Standard-Läuferreihe setzte sich mit Birkhold, Wilhelm Zott und Horst Kunzmann zusammen. Als im Jahre 1966 erstmals der UEFA-Amateur Cup ausgetragen wurde, absolvierte „Bize“ am 7. Dezember mit 31 Jahren sein 18. und zugleich letztes Länderspiel gegen Jugoslawien in Koblenz. Bei dem 3:3-Unentschieden erzielte er einen Treffer. Gemeinsam mit Horst Kunzmann (20 Länderspiele) verabschiedete er sich mit diesem Spiel aus der Amateurnationalelf.
An diese Zeit beim DFB, von dem er mit der silbernen Ehrennadel ausgezeichnet wurde, erinnert sich Birkhold besonders gerne. Dazu gehören auch die Begegnungen bei den Länderspielen mit den Talenten und späteren Größen wie Gerhard Neuser, Sepp Maier, Helmut Sandmann, Bernd Dörfel, Jürgen Grabowski, Norbert Nigbur und Horst Köppel.

## Abschied als Aktiver
Im Juli 1971 verabschiedete sich „Bize“ Birkhold mit einem Spiel seines VfL Heidenheim gegen die WFV-Auswahl offiziell als Spieler. Trotz konkreter Angebote von VfB Stuttgart, Werder Bremen und dem FC Bayern München hatte der Amateurnationalspieler mit 28 Jahren nicht den Sprung in die Fußball-Bundesliga gewagt und war immer seinem VfL treu geblieben. Nach seinem Abschied spielte er noch einige Jahre in der AH („Alte Herren“).